# ステファン・ツォンコフ
ステファン・リュボミロフ・ツォンコフ（Stefan Lyubomirov Tsonkov (ブルガリア語: Стефан Цонков、1995年1月24日 - ）は、ブルガリア・カルロヴォ出身のプロサッカー選手。FCヘバル・パザルジク所属。ポジションは、ディフェンダー。